# Rosa Marina
Rosa Marina is een plaats (frazione) in de Italiaanse gemeente Ostuni. 